# Sulfat de magneziu
Sulfatul de magneziu este o sare a acidului sulfuric cu magneziul.

## Proprietăți
Sulfatul de magneziu este o substanță solidă, cristalină, inodoră, higroscopică, albă la culoare și cu gust amar. Există mai multe forme hidratate dintre care cel mai important este heptahidratul de sulfat de magneziu MgSO4·7H2O numit și „epsomit” sau „sare amară”.

## Mod de obținere
Sulfatul de magneziu poate fi produs din combinația magneziului cu acidul sulfuric:
{\displaystyle \mathrm {Mg+H_{2}SO_{4}\rightarrow H_{2}+MgSO_{4}} }

sau a oxidului sau hidroxidului de magneziu cu acidul sulfuric:
{\displaystyle \mathrm {MgO+H_{2}SO_{4}\rightarrow H_{2}O+MgSO_{4}} }

{\displaystyle \mathrm {Mg(OH)_{2}+H_{2}SO_{4}\rightarrow 2H_{2}O+MgSO_{4}} }

## Utilizare
Sulfatul de magneziu este folosit ca:
- îngrășământ chimic în agricultură servind ca sursă de magneziu pentru plante;
- în chimia organică este folosit ca deshidratant (reține apa fiind higroscopic);
- administrat intern, „sarea amară” este utilizată în medicină ca purgativ;
- extern are, de asemenea, multiple efecte benefice, ca de exemplu:

- băi de picioare, recomandat în cazul picioarelor obosite, după efort fizic intens; reduce durerile, îndepărtează mirosurile neplăcute, înmoaie pielea aspră sau dură.
- reduce gleznele umflate în urma luxațiilor și grăbește însănătoșirea rănilor.
- curăță tenul, pielea devine fină și catifelată.
- adaugată la șampon, curăță în aprofunzime firele de păr și scalpul.
- ajută la îndepărtarea așchiilor care au pătruns accidental în piele.
- calmează durerile musculare.
- remediu deosebit în afectiuni anale (hemoroizi).

1. ↑  „sulfat de magneziu”, MAGNESIUM SULFATE (în engleză), PubChem, accesat în 18 noiembrie 2016